# (19938) 1981 EN15
A (19938) 1981 EN15 a Naprendszer kisbolygóövében található aszteroida. Schelte J. Bus fedezte fel 1981. március 1-jén.